# ATC D10 – Akne elleni készítmények
Az ATC D10 – Akne elleni készítmények a gyógyszerek anatómiai, gyógyászati és kémiai osztályozási rendszerének (ATC) egyik alcsoportja.
| ATC D   | Bőrgyógyászati készítmények                                              |
| ------- | ------------------------------------------------------------------------ |
| ATC D01 | Gombás fertőzések elleni bőrgyógyászati szerek                           |
| ATC D02 | Bőrlágyító- és védőanyagok                                               |
| ATC D03 | Sebek és fekélyek kezelésére használt készítmények                       |
| ATC D04 | Viszketés elleni szerek, beleértve: antihisztaminok, érzéstelenítők stb. |
| ATC D05 | Pszoriázis elleni szerek                                                 |
| ATC D06 | Antibiotikumok és kemoterapeutikumok bőrgyógyászati használatra          |
| ATC D07 | Kortikoszteroidok, bőrgyógyászati készítmények                           |
| ATC D08 | Antiszeptikumok és fertőtlenítők                                         |
| ATC D09 | Gyógyászati kötszerek                                                    |
| ATC D10 | Acne elleni készítmények                                                 |
| ATC D11 | Egyéb bőrgyógyászati készítmények                                        |

## D10A Akne elleni készítmények helyi használatra

### D10AA Kortikoszteroid-kombinációk az akne kezelésére
| D10AA01 | Fluorometolon    | Fluorometholone    |                                                                                                 |
| D10AA02 | Metilprednizolon | Methylprednisolone | Methylprednisolonum, Methylprednisoloni acetas, Methylprednisoloni hydrogenosuccinas            |
| D10AA03 | Dexametazon      | Dexamethasone      | Dexamethasonum, Dexamethasoni acetas, Dexamethasoni isonicotinas, Dexamethasoni natrii phosphas |

### D10ABKéntartalmú készítmények
| D10AB01 | Bitionol  | Bithionol |                         |
| D10AB02 | Kén       | Sulfur    | Sulfur ad usum externum |
| D10AB03 | Tioxolon  | Tioxolone |                         |
| D10AB05 | Meszulfén | Mesulfen  |                         |

### D10AD Retinoidok az akne helyi kezelésére
D10AD01 Tretinoin
D10AD02 Retinol
D10AD03 Adapalén
D10AD04 Isotretinoin
D10AD05 Motretinid
D10AD51 Tretinoin, kombinátiók
D10AD54 Izotretinoin, kombinációk

### D10AE Peroxidok
D10AE01 Benzoil-peroxid
D10AE51 Benzoil-peroxid, kombinációk

### D10AFFertőzés elleni szerek akne kezelésére
| D10AF01 | Klindamicin             | Clindamycin             | Clindamycini hydrochloridum                                                                                          |
| D10AF02 | Eritromicin             | Erythromycin            | Erythromycinum, Erythromycini estolas, Erythromycini ethylsuccinas, Erythromycini lactobionas, Erythromycini stearas |
| D10AF03 | Klóramfenikol           | Chloramphenicol         | Chloramphenicolum, Chloramphenicoli natrii succinas, Chloramphenicoli palmitas                                       |
| D10AF04 | Meklociklin             | Meclocycline            | |
| D10AF05 | Nadifloxacin            | Nadifloxacin            | |
| D10AF06 | Szulfacetamid           | Sulfacetamide           | Sulfacetamidum natricum                                                                                              |
| D10AF52 | Eritromicin kombinációk | Eritromicin kombinációk | |

### D10AX Egyéb akne elleni helyi készítmények
| D10AX01 | Alumínium-klorid      | Aluminium chloride    | Aluminii chloridum hexahydricum |
| D10AX02 | Rezorcin              | Resorcinol            | Resorcinolum                    |
| D10AX03 | Azelainsav            | Azelaic acid          |                                 |
| D10AX04 | Alumínium-oxid        | Aluminium oxide       | Aluminii oxidum hydricum        |
| D10AX05 | Dapszon               | Dapsone               | Dapsonum                        |
| D10AX30 | Különböző kombinációk | Különböző kombinációk |                                 |

## D10B 	Akne elleni szisztémás készítmények

### D10BA Retinoidok akne kezelésére
D10BA01 Izotretinoin

### D10BX Egyéb akne elleni szisztémás készítmények
D10BX01 Ichtazol